# Straight Ahead (Pennywise)
Straight Ahead è il quinto album del gruppo skate punk statunitense Pennywise, pubblicato il 1º giugno 1999 da Epitaph Records.

## Tracce
Tutte le canzoni sono state scritte dai Pennywise.
1. Greed – 3:15
2. My Own Country – 2:36
3. Can't Believe It – 1:57
4. Victim of Reality – 2:28
5. Might Be a Dream – 2:43
6. Still Can Be Great – 2:52
7. Straight Ahead – 2:41
8. My Own Way – 2:52
9. One Voice – 2:46
10. Alien – 4:07
11. Watch Me as I Fall – 2:10
12. Just for You – 2:28
13. Can't Take Anymore – 3:15
14. American Dream – 2:57
15. Need More – 2:56
16. Never Know – 2:42
17. Badge of Pride – 3:35
18. Down Under - 2:28 (traccia bonus in Australia - cover dei Men at Work)

## Formazione
- Jim Lindberg – voce
- Randy Bradbury – basso e voce d'accompagnamento
- Byron McMackin – batteria
- Fletcher Dragge – chitarra e voce d'accompagnamento

## Classifiche
| Anno | Classifica          | Posizione |
| ---- | ------------------- | --------- |
| 1999 | The Billboard 200   | 62        |
| 1999 | Top Canadian Albums | 17        |